# Площадь Дягилева
Пло́щадь Дя́гилева (фр. La place Diaghilev) — площадь в Париже, Франция. Расположена в IX округе города. Названа в честь русского театрального и художественного деятеля Сергея Дягилева.

## История
Площадь возникла на месте слияния ряда улиц города около 1865 года. В 1965 году площадь получает название Дягилев в честь русского театрального и художественного деятеля Сергея Дягилева.

## Транспорт

### Общественный
Недалеко от площади находятся три станции метро: «Гавр — Комартен» (третья и девятая линии), «Шоссе д’Антен — Ла Файет» (седьмая и девятая линии) и «Опера» (третья, седьмая и восьмая линии).
Автобусом на площадь можно добраться до остановок «Gluck-Haussmann» (22, 53, 66, 68 и 81 маршруты), «Opera-Scribe» (62 и 68), «Haussmann-Mogador» (68 и 81).

### Автомобильный
Площадь Дягилева формирует транспортный узел по типу кругового перекрёстка. Сюда можно попасть с улиц Глюка, Rue des Mathurins и с восточной части бульвара Осман. С площади продолжить движение можно на улицы Могадор, Rue Scribe и бульвар Осман (в обе стороны).

## Примечательные здания и сооружения
- Южная сторона: театр «Опера Гарнье».
- Западная сторона: универмаг «Galeries Lafayette».
- Северная сторона: универмаг «Galeries Lafayette».
- Восточная сторона: здание центрального офиса банка «Société Générale».